# 2020-as labdarúgó-Európa-bajnokság (selejtező – B csoport)
A 2020-as labdarúgó-Európa-bajnokság selejtezőjének B csoportjának mérkőzéseit tartalmazó lapja.
A csoportban öt válogatott, Portugália, Ukrajna, Szerbia, Litvánia és Luxemburg szerepelt. Az első két helyezett, Ukrajna és Portugália kijutott az Európa-bajnokságra. Szerbia a Nemzetek Ligájában elért eredménye alapján pótselejtezőre került.

## Tabella
| Hely. | Csapat     | M | Gy | D | V | G+ | G– | Gk  | P  | Továbbjutás                                     |     | UKR | POR | SRB | LUX | LTU |
| ----- | ---------- | - | -- | - | - | -- | -- | --- | -- | ----------------------------------------------- | --- | --- | --- | --- | --- | --- |
| 1.    | Ukrajna    | 8 | 6  | 2 | 0 | 17 | 4  | +13 | 20 | Kijutott a 2020-as labdarúgó-Európa-bajnokságra |     | —   | 2–1 | 5–0 | 1–0 | 2–0 |
| 2.    | Portugália | 8 | 5  | 2 | 1 | 22 | 6  | +16 | 17 | Kijutott a 2020-as labdarúgó-Európa-bajnokságra |     | 0–0 | —   | 1–1 | 3–0 | 6–0 |
| 3.    | Szerbia    | 8 | 4  | 2 | 2 | 17 | 17 | 0   | 14 | Pótselejtezőre került                           |     | 2–2 | 2–4 | —   | 3–2 | 4–1 |
| 4.    | Luxemburg  | 8 | 1  | 1 | 6 | 7  | 16 | −9  | 4  |                                                 |     | 1–2 | 0–2 | 1–3 | —   | 2–1 |
| 5.    | Litvánia   | 8 | 0  | 1 | 7 | 5  | 25 | −20 | 1  |                                                 | 0–3 | 1–5 | 1–2 | 1–1 | —   |     |

## Mérkőzések
A csoportok sorsolását 2018. december 2-án tartották Dublinban. A menetrendet az UEFA még ugyanazon a napon közzétette. Az időpontok közép-európai idő szerint, zárójelben helyi idő szerint értendők.
| 2019. március 22. 20:45 |

| Luxemburg                          | 2–1               | Litvánia    |
| ---------------------------------- | ----------------- | ----------- |
| Barreiro Martins 45' Rodrigues 55' | (1–1) Jegyzőkönyv | Černych 14' |

| Stade Josy Barthel, Luxembourg Játékvezető: Roi Reinshreiber (izraeli) |

| 2019. március 22. 20:45 (19:45 UTC±0) |

| Portugália | 0–0         | Ukrajna |
| ---------- | ----------- | ------- |
|            | Jegyzőkönyv |         |

| Estádio da Luz, Lisszabon Játékvezető: Clément Turpin (francia) |

| 2019. március 25. 20:45 |

| Luxemburg  | 1–2               | Ukrajna                              |
| ---------- | ----------------- | ------------------------------------ |
| Turpel 34' | (1–1) Jegyzőkönyv | Cihankov 40' Rodrigues 90+3' (öngól) |

| Stade Josy Barthel, Luxembourg City Játékvezető: Mattias Gestranius (finn) |

| 2019. március 25. 20:45 (19:45 UTC±0) |

| Portugália | 1–1               | Szerbia             |
| ---------- | ----------------- | ------------------- |
| Danilo 42' | (1–1) Jegyzőkönyv | Tadić 7' (11-esből) |

| Estádio da Luz, Lisszabon Játékvezető: Szymon Marciniak (lengyel) |

| 2019. június 7. 20:45 (21:45 UTC+3) |

| Litvánia      | 1–1               | Luxemburg     |
| ------------- | ----------------- | ------------- |
| Novikovas 74' | (0–1) Jegyzőkönyv | Rodrigues 21' |

| LFF Stadium, Vilnius Játékvezető: Farkas Ádám (magyar) |

| 2019. június 7. 20:45 (21:45 UTC+3) |

| Ukrajna                                            | 5–0               | Szerbia |
| -------------------------------------------------- | ----------------- | ------- |
| Cihankov 26' 28' Konopljanka 46' 75' Yaremchuk 59' | (2–0) Jegyzőkönyv |         |

| Arena Lviv, Lviv Játékvezető: Antonio Mateu Lahoz (spanyol) |

| 2019. június 10. 20:45 |

| Szerbia                                    | 4–1               | Litvánia                 |
| ------------------------------------------ | ----------------- | ------------------------ |
| A. Mitrović 20' 34' Jović 35' Ljajić 90+2' | (3–0) Jegyzőkönyv | Novikovas 71' (11-esből) |

| Red Star Stadium, Belgrád Játékvezető: Adrien Jaccottet (svájci) |

| 2019. június 10. 20:45 (21:45 UTC+3) |

| Ukrajna      | 1–0               | Luxemburg |
| ------------ | ----------------- | --------- |
| Yaremchuk 6' | (1–0) Jegyzőkönyv |           |

| Arena Lviv, Lviv Játékvezető: Peter Kralović (szlovák) |

| 2019. szeptember 7. 18:00 (19:00 UTC+3) |

| Litvánia | 0–3               | Ukrajna                                 |
| -------- | ----------------- | --------------------------------------- |
|          | (0–2) Jegyzőkönyv | Zincsenko 7' Marlos 27' Malinovskyi 62' |

| LFF Stadium, Vilnius Játékvezető: Irfan Peljto (bosznia-hercegovinai) |

| 2019. szeptember 7. 20:45 |

| Szerbia                        | 2–4               | Portugália                                       |
| ------------------------------ | ----------------- | ------------------------------------------------ |
| Milenković 68' A. Mitrović 85' | (0–1) Jegyzőkönyv | Carvalho 42' Guedes 58' Ronaldo 80' B. Silva 86' |

| Red Star Stadium, Belgrád Játékvezető: Cüneyt Çakır (török) |

| 2019. szeptember 10. 20:45 (21:45 UTC+3) |

| Litvánia            | 1–5               | Portugália                                       |
| ------------------- | ----------------- | ------------------------------------------------ |
| Andriuškevičius 28' | (1–1) Jegyzőkönyv | Ronaldo 7' (11-esből) 62' 65' 76' Carvalho 90+2' |

| LFF Stadium, Vilnius Játékvezető: Bas Nijhuis (holland) |

| 2019. szeptember 10. 20:45 |

| Luxemburg  | 1–3               | Szerbia                          |
| ---------- | ----------------- | -------------------------------- |
| Turpel 66' | (0–1) Jegyzőkönyv | A. Mitrović 36' 78' Radonjić 55' |

| Stade Josy Barthel, Luxembourg Játékvezető: Orel Grinfeld (izraeli) |

| 2019. október 11. 20:45 (19:45 UTC+1) |

| Portugália                          | 3–0               | Luxemburg |
| ----------------------------------- | ----------------- | --------- |
| B. Silva 16' Ronaldo 65' Guedes 89' | (1–0) Jegyzőkönyv |           |

| Estádio José Alvalade, Lisszabon Játékvezető: Daniel Stefański (lengyel) |

| 2019. október 11. 20:45 (21:45 UTC+3) |

| Ukrajna             | 2–0               | Litvánia |
| ------------------- | ----------------- | -------- |
| Malinovskyi 29' 58' | (1–0) Jegyzőkönyv |          |

| Metalist Stadium, Harkiv Játékvezető: Harald Lechner (osztrák) |

| 2019. október 14. 20:45 (21:45 UTC+3) |

| Litvánia       | 1–2               | Szerbia             |
| -------------- | ----------------- | ------------------- |
| Kazlauskas 79' | (0–0) Jegyzőkönyv | A. Mitrović 49' 53' |

| LFF Stadium, Vilnius Játékvezető: Paweł Raczkowski (lengyel) |

| 2019. október 14. 20:45 (21:45 UTC+3) |

| Ukrajna                     | 2–1               | Portugália             |
| --------------------------- | ----------------- | ---------------------- |
| Yaremchuk 6' Jarmolenko 27' | (2–0) Jegyzőkönyv | Ronaldo 72' (11-esből) |

| NSC Olimpiyskiy Stadium, Kijev Játékvezető: Anthony Taylor (angol) |

| 2019. november 14. 20:45 (19:45 UTC±0) |

| Portugália                                                         | 6–0               | Litvánia |
| ------------------------------------------------------------------ | ----------------- | -------- |
| Ronaldo 7' (11-esből) 22' 65' Pizzi 52' Paciência 56' B. Silva 63' | (2–0) Jegyzőkönyv |          |

| Algarve Stadion, Faro/Loulé Játékvezető: Ruddy Buquet (francia) |

| 2019. november 14. 20:45 |

| Szerbia                          | 3–2               | Luxemburg                |
| -------------------------------- | ----------------- | ------------------------ |
| A. Mitrović 11' 43' Radonjić 70' | (2–0) Jegyzőkönyv | Rodrigues 54' Turpel 75' |

| Red Star Stadium, Belgrád Játékvezető: Serdar Gözübüyük (holland) |

| 2019. november 17. 15:00 |

| Luxemburg | 0–2               | Portugália                |
| --------- | ----------------- | ------------------------- |
|           | (0–1) Jegyzőkönyv | Fernandes 39' Ronaldo 86' |

| Stade Josy Barthel, Luxembourg Játékvezető: Jesús Gil Manzano (spanyol) |

| 2019. november 17. 15:00 |

| Szerbia                             | 2–2               | Ukrajna                      |
| ----------------------------------- | ----------------- | ---------------------------- |
| Tadić 9' (11-esből) A. Mitrović 56' | (1–1) Jegyzőkönyv | Yaremchuk 32' Besyedin 90+3' |

| Red Star Stadium, Belgrád Játékvezető: Bobby Madden (skót) |